# NESMITH (가수)
NESMITH(네스미스, 1983년 8월 1일 ~ )는 일본의 가수이며, EXILE, EXILE THE SECOND의 멤버이다. 본명, 류타 카림 네스미스(竜太・カリム・ネスミス).
쿠마모토 현 출신. LDH 소속.

## 인물
- 아버지는 아프리카계 미국인, 어머니는 일본인.

## 참가 그룹
- STEEL (2001년 ~ 2002년)
- 2대째 J Soul Brothers (2007년 1월 25일 ~ 2009년 3월 1일)
- EXILE (2009년 3월 1일 ~ )
- EXILE THE SECOND (2012년 7월 1일 ~ )
- DANCE EARTH PARTY (2013년)

## 음반 목록

### 싱글
| # | 발매일          | 타이틀    |
| - | --------------- | --------- |
| 1 | 2006년 4월 12일 | 追伸 추신 |